# (6545) Leitus
(6545) Leitus ist ein Asteroid aus der Gruppe der Jupiter-Trojaner. Damit werden Asteroiden bezeichnet, die auf den Lagrange-Punkten auf der Bahn des Jupiter um die Sonne laufen. (6545) Leitus wurde am 5. Oktober 1986 vom slowakischen Astronomen Milan Antal am Radioteleskop Piwnice (IAU-Code 092) in Polen entdeckt. Er ist dem Lagrangepunkt L4 zugeordnet.
Der Himmelskörper wurde nach Leitos benannt, einem der Argonauten und Teilnehmer am Trojanischen Krieg, der einer der Anführer des griechischen Heeres vor Troja war. Der Asteroid ist dem Lagrangepunkt L4 zugeordnet.